# 克魯舍瓦茨要塞

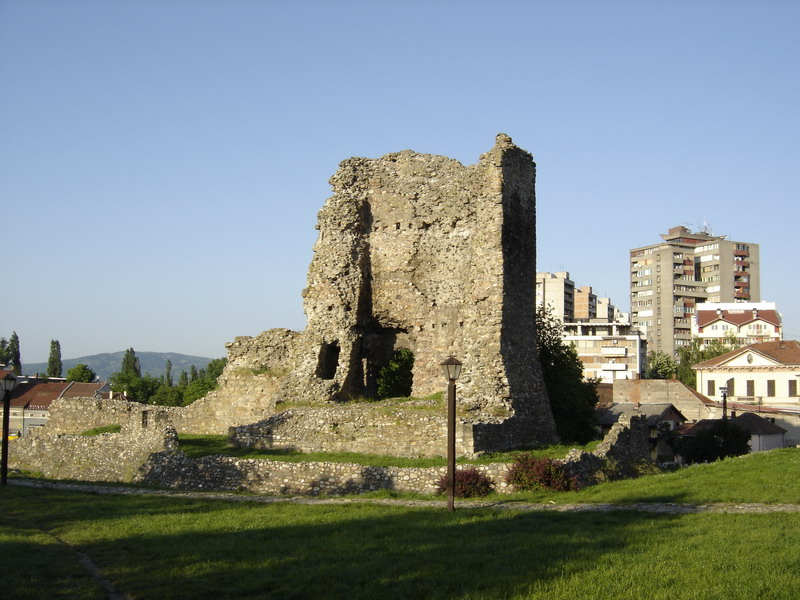
克魯舍瓦茨要塞

克魯舍瓦茨要塞是位於塞爾維亞城市克魯舍瓦茨的一座要塞建築。現在這座要塞只保留有小部分廢墟，而大部分地區則是作為公園開放。1979年，塞爾維亞政府宣布克魯舍瓦茨要塞是特別重要文化紀念建築。現在這座要塞得到塞爾維亞政府保護。

## 外部連結
- Association of fortresses and remnants of fortified towns in Serbia, Kruševac
- Church of St. Stefan Lazarica with Kruševac Fortress（页面存档备份，存于） SANU web-site, at www.spomenicikulture.mi.sanu.ac.rs （塞爾維亞文）

43°35′04″N 21°19′19″E / 43.58444°N 21.32194°E